# 21 février 1979
Le mercredi 21 février 1979 est le 52e jour de l'année 1979.

## Naissances
- André Noble (mort le 30 juillet 2004), acteur canadien
- Jordan Peele, un acteur, humoriste, scénariste et producteur américain
- Tituss Burgess, acteur et chanteur américain
- Ibán Cuadrado, footballeur espagnol
- Josiesley Ferreira Rosa, footballeur brésilien
- Pascal Chimbonda, footballeur français
- Nathalie Dechy, joueuse de tennis française
- Kazuhiro Nakamura, combattant japonais
- Carly Colón, catcheur professionnel portoricain
- Zaur Tagizade, un footballeur international azerbaïdjanais
- Louis-Philippe Dumoulin, pilote automobile québécois
- Jennifer Love Hewitt, actrice, productrice, scénariste et chanteuse américaine
- Bryan Lee O'Malley, auteur de comic canadien

## Décès
- Arrius Nurus (né le 24 février 1907), poète latin contemporain de nationalité américaine
- Waldemar de Brito (né le 7 mai 1913), footballeur international brésilien
- Walter Guimarães (né le 17 mai 1913), footballeur brésilien
- Reine Gianoli (né le 13 mars 1915), pianiste française

## Autres événements
- Sortie en France du film L'Argent de la banque
- Sortie du film La Terre au ventre
- Sortie du film Le Bleu des origines
- Sortie de la chanson Le Bon Temps du rock and roll